# 콘체르트하우스 베를린

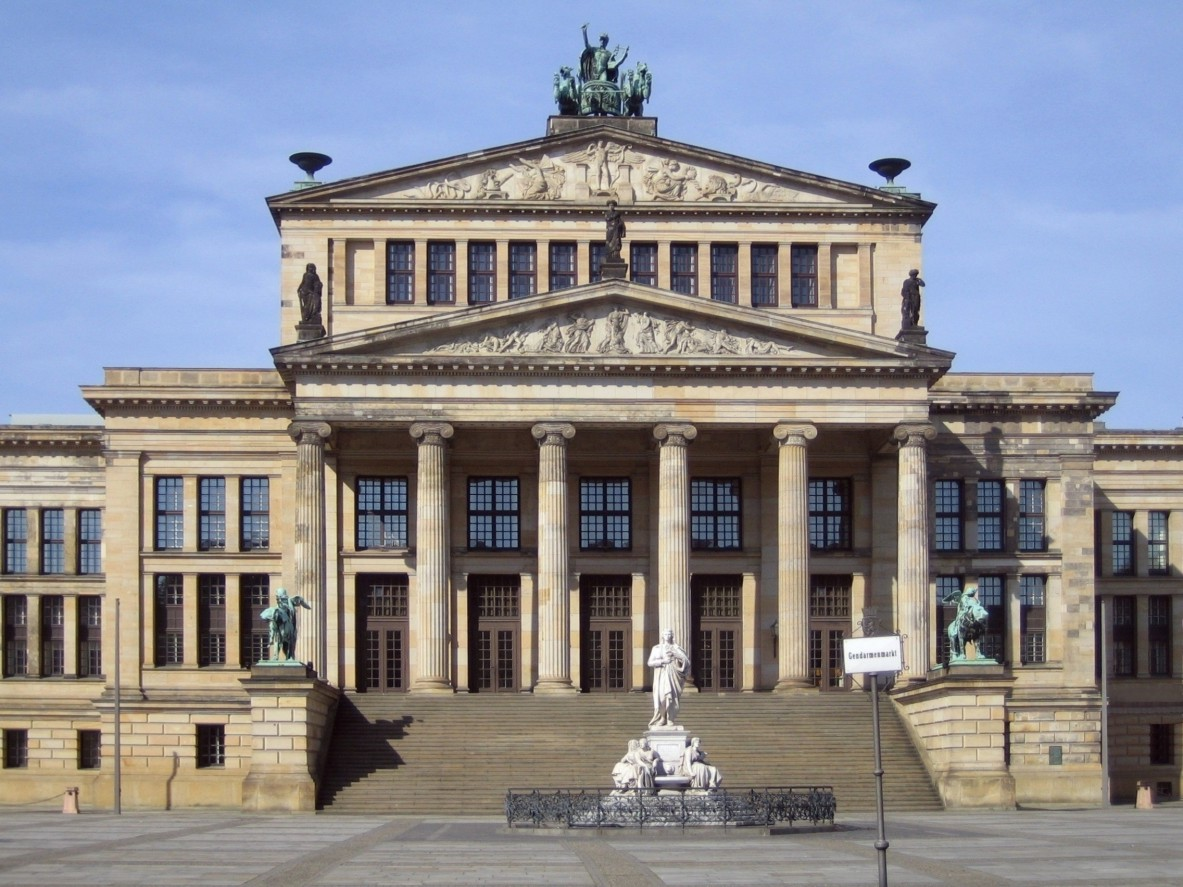
콘체르트하우스 베를린

콘체르트하우스 베를린(독일어: Konzerthaus Berlin)은 독일 베를린 잔다르멘마르크트에 위치한 연주회장이다.
칼 프리드리히 싱켈(Karl Friedrich Schinkel)이 디자인한 고전주의 건물로 최초에는 극장으로 건설하였다. 1821년 상실 극장으로 문을 열었고, 1919년부터 1945년까지는 프로이센 국립극장이었다. 2차 대전 당시 심각한 훼손되었다가 1984년 복원과 리모델링을 통해 다시 문을 열었고, 1994년 지금의 이름 "콘체르트하우스 베를린"으로 바꾸었다.
동서독 분단 시설에는 동베를린에 있던 베를린 심포니 오케스트라의 공연장으로 활용하였고, 이후 베를린 심포니 오케스트라는 악단의 이름을 연주회장의 이름을 따 콘체르트하우스 오케스트라 베를린(Konzerthausorchester Berlin)으로 명명하였다.